# Псково-Печерская икона «Умиление»
Пско́во-Печерская ико́на Бо́жией Ма́тери «Умиле́ние» — икона Божией Матери, почитаемая как чудотворная в Русской церкви.
Икона считается списком с Владимирской иконы Божией Матери и относится к иконописному типу Елеуса. Находится в Михайловском соборе Псково-Печерского монастыря, а в Успенском храме монастыря хранятся два чтимых списка этой иконы.

## История
Икона эта в Печерской летописи называется ещё Владимирской, так как она есть список с известной чудотворной Владимирской иконы Божией Матери, которая владимирским князем Андреем Боголюбским была привезена из Киева в 1154 году во Владимир (на Клязьме), а 26 августа 1395 года великим князем Василием Дмитриевичем перенесена была в Москву в Успенский собор.
Список был сделан в 1521 году благочестивым иноком Арсением Хитрошем. В Псково-Печерский монастырь принесена в 1529—1570 годах купцами Василием и Феодором во время игуменства преподобного Корнилия. С тех пор не один раз являла икона свою милость и чудодейственную помощь православному русскому народу.
В 1524 году во Пскове и окрестных землях появились сообщения о чудесных исцелениях, приписываемых иконе:

Не только православным подаёт Богоматерь исцеления, но и от иноверных, сиречь от латин немецкия земли, приходящим с верою к Пречистой Богородице и к чудотворному Её образу, подает исцеление.

Особую известность и почитание по всей России она приобрела, после того как, по преданию, Богородица через эту свою икону избавила Псков от осады войсками польского короля Стефана Батория. В 1581 году польский король Стефан Баторий обстрелял город Псков калёными ядрами с колокольни Мирожского монастыря, одно из них попало в икону Божией Матери, поставленную на забрале стены, и «тихо паде пред иконою», не повредив не только её, но и окружающих её защитников города. Поражение под Псковом вынудило Речь Посполитую заключить с Россией перемирие. В память чудесного избавления Пскова от осады икона при царе Феодоре Иоанновиче была украшена жемчугом и каменьями — алмазами, изумрудами, яхонтами, аметистами.
В 1812 году во время вторжения в Россию Наполеон занял Полоцк, угроза снова нависла и над Псковом. 7 октября по старому стилю среди войск I корпуса был совершён крестный ход с иконой, и в тот же день русские войска отбили Полоцк. В память об этом событии в Псково-Печерской обители был возведён новый храм в честь Святого Архистратига Михаила, а указанный чудотворный образ был помещён у правого клироса. Именно с этого времени празднуется 7 октября память иконы.
По молитвам перед этой иконой не раз получали исцеление слепцы. Так, 28 мая 1587 года, когда икона Умиления Божией Матери была во Пскове, вдова Мария Терентьева с Подкопорья, из-за Невы, не видевшая два года девять месяцев, помолившись перед этой иконой в соборном храме Живоначальной Троицы, шла за иконой к печерскому подворью и вдруг прозрела. 26 марта 1603 года, по молитве перед этой иконой, получил прозрение крестьянин Потапий Григорьев, Луцкого уезда, Надвинского стана, бывший слепым шесть лет. По молитве перед этой иконой почти в то же самое время получил исцеление боярский сын Иван Ступицын, у которого два года сведены были жилы левой руки.
Ежегодно, с 1892 года по 1914 год, в период с 8 по 30 сентября, Псково-Печерская чудотворная икона «Умиления» Божией Матери пребывала в Риге и была поднимаема почти во все православные рижские храмы и во многие частные дома.
С 4 по 25 ноября 2018 года в Манеже икона была представлена для поклонения верующим, стала центральным и самым древним произведением на экспозиции «Россия — моя история».

## Гимнография
- Молитва

О Преблагословенная Дево Богородице Владычице! Мати всех страждущих и болезнующих сердцем! Страны нашея и града Защитнице! Обители Псково-Печерския красото и славо! Призри на нас смиренных, обремененных грехи многими, отягченных скорбьми и печалями, и с сокрушением и слезами взирающих на пречистый лик Твой, в чудотворней иконе явленный. Сохрани от всякаго зла святую обитель сию, юже преподобный Корнилий со старцы Марком и Ионою Тебе вручи и всех в вере и надежде подвизающихся в ней. Спаси и град сей, и вся люди, правоверно живущия и к Тебе прибегающия, от нашествия иноплеменных, от всякаго страха и труса, от мора и глада, от злых человек и всяческой скорби. Приникни к нам милосердием Твоим, яко ликом Твоим Божественным любезно приникла еси к ланите Богомладенца. Согрей нас дыханием Твоея любве и никогда же отступай от нас, ни в сей жизни, ни в будущей да чающе Твою всесильную Материнскую помощь, сподобимся безбедно дойти вечныя жизни и прославлять Небеснаго Отца и Сына и Святаго Духа, в Троице славимаго Бога, во веки веков. Аминь.

- Тропарь

К Богородице со умилением припадем, вси грехми обремененнии, чудотворную Ея икону Умиление облобызающе и вопиюще со слезами: Владычице, приими моление недостойных раб Твоих и подаждь нам, просящим, велию Твою милость.